# روز كوسغي
روز كوسغي (بالإنجليزية: Rose Kosgei)‏ هي منافسة ألعاب القوى كينية، ولدت في 22 أغسطس 1981.

## وصلات خارجية
- روز كوسغي على موقع الاتحاد الدولي لألعاب القوى (الإنجليزية)